# Pierre Puiseux
Pierre Puiseux   (París, 20 de juliol de 1855 - París, 28 de setembre de 1928) va ser un astrònom i matemàtic francès conegut pel seu atlas fotogràfic de la Lluna.

## Vida i Obra
Puiseux era fill de Victor Puiseux, qui li va encomanar les seves dues passions: la ciència i el muntanyisme. Des de ben menut, pujava amb el seu pare els cims dels Alps. El 1875 va començar els estudis universitaris a l'École Normale Supérieure en la qual es va graduar el 1878; rebent el diploma de doctor en matemàtiques el 1879.

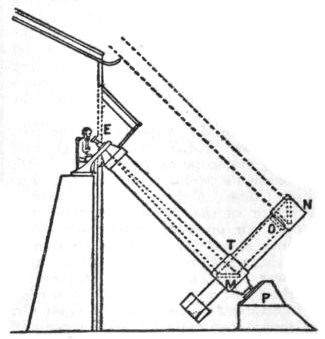
Esquema del telescopi de colze de Lœwy

El 1879 va ingressar a l'Observatori de París com alumne-astrònom i, ràpidament, va començar a ajudar Maurice Lœwy en la construcció dels telescopis de colze equatorials. Tota la seva carrera professional es va desenvolupar a l'Observatori de París en el que va ser astrònom-ajudant (1881), astrònom adjunt (1885), astrònom titular (1903) i, en retirar-se el 1917, astrònom honorari. Simultàniament, va ser professor adjunt de la Facultat de Ciències de la Universitat de París, encarregat d'un curs de física celeste.
Entre 1888 i el 1907, any en què va morir Lœwy que era director de l'Observatori, la seva col·laboració va ser molt fecunda, tan en la construcció de telescopis que evitaven l'aberració òptica, com en la publicació d'articles científics. Però la seva gran idea va ser la de substituir la fotografia pel dibuix en l'observació astronòmica. El 1895 van anunciar el projecte de fotografiar La Lluna per a fer un gran atles del satèl·lit. El gran projecte es va dur a terme entre 1896 i 1910, amb la publicació de dotze fascicles que contenen cadascun un text de presentació i 5 o 6 rotogravats de gran format obtinguts a partir dels clixés de les fotografies. El treball va ser conegut popularment com l'Atles lunar parisenc.
El seus darrers anys va ser víctima d'una severa artritis que el va impedir continuar amb la seva afició al muntanyisme.